# James Robertson
James Robertson (Middlesex, Reino Unido, 1813 — 1888, Yokohama, Kanagawa, Japão) foi um fotógrafo inglês.